# Marcella Sembrich
Marcella Sembrich-Kochańska, nascuda Prakseda Marcelina Kochańska, també coneguda com a Marcelina Sembrich (Wiśniowczyk (Ucraïna), 15 de febrer, 1858 - Nova York (USA), 11 de gener, 1935), fou una soprano polonesa de fama mundial, la primera dona polonesa que va actuar a la Metropolitan Opera de Nova York.

## Biografia i carrera
Va passar la seva infància a Bolechowo, una ciutat multicultural als peus de Galítsia. El seu pare era professor de música itinerant i organista a l'església parroquial de Bolechowo. Va començar a tocar el piano als quatre anys i el violí als sis. Gràcies als esforços del professor jubilat Jan Radwan Janowicz, que creia en el seu talent, als 12 anys va ingressar al Conservatori de la Societat Musical Galítsia de Lviv, on va ser cuidada per la rica família Zellinger.
Va estudiar música a Lviv, Viena i Milà (des del 1875), inicialment piano i violí, i més tard també cant (amb V. Rokitansky i G.B. Lamperti). Durant els primers anys de la seva carrera operística, va demostrar sovint el seu triple talent en concerts, creant sensació. Pel que fa als seus coneixements musicals complets i pràctics, sens dubte no tenia rival entre les cantants del seu temps.
Va debutar a Atenes com a Elvira a I Puritani de Vincenzo Bellini el 3 de juny de 1877. Va assistir a la inauguració de la Metropolitan Opera de Nova York. Va debutar com a personatge principal Lucia di Lammermoor a l'òpera de Gaetano Donizetti el 24 d'octubre, en la segona representació en aquell escenari. Va actuar 487 vegades a la Metropolitan Opera, cantant-hi regularment de 1898 a 1909.

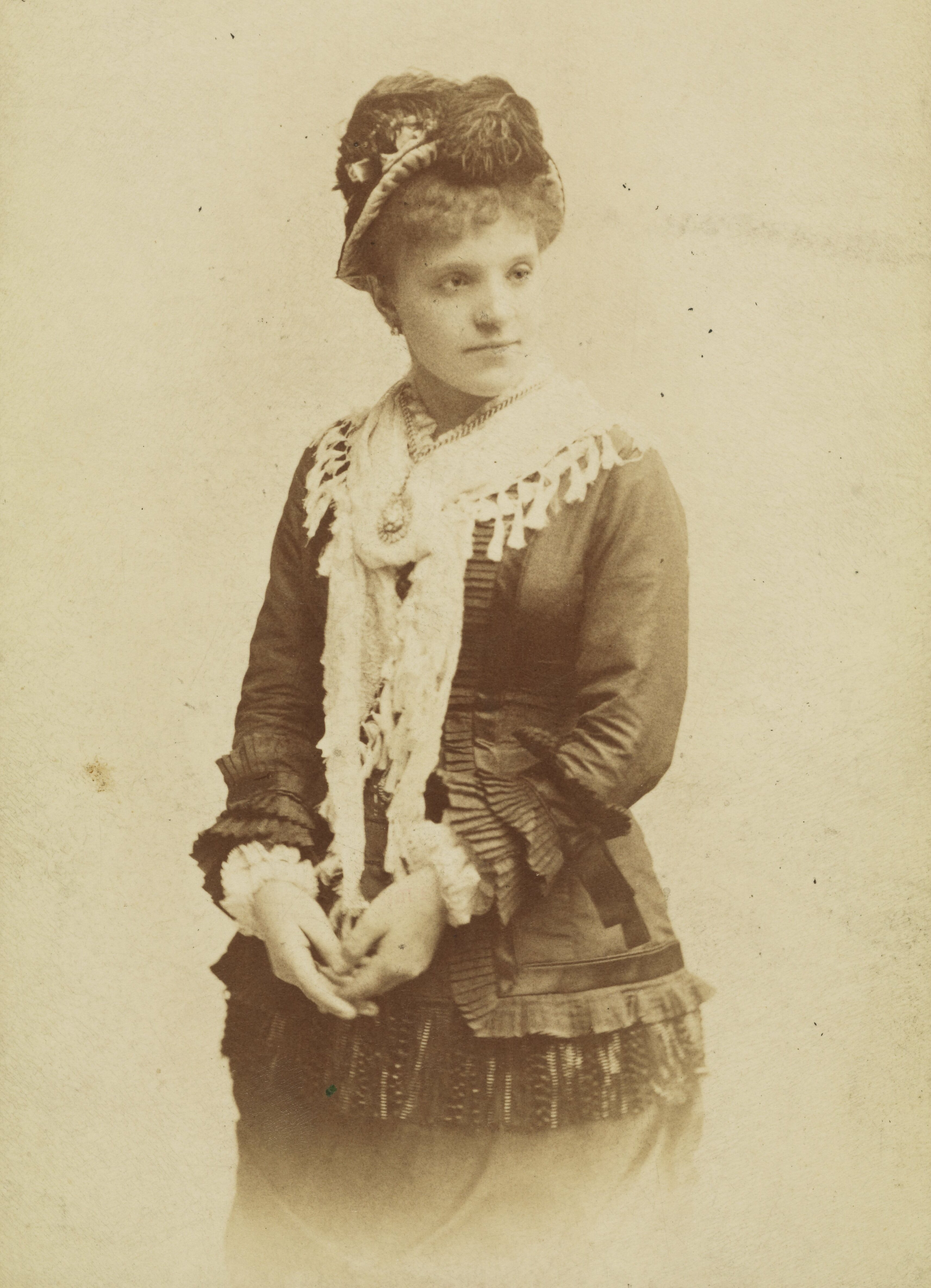
Retrat de Marcella Sembrich-Kochańska [abans de 1890].

Va ser solista a òperes de Dresden, Londres (Covent Garden), Sant Petersburg i Milà (Teatro dal Verme), i va ser convidada a Madrid, París, Brussel·les, Berlín, Colònia, Hamburg, Frankfurt, Munic, Amsterdam, Ginebra, Praga, Wrocław, Viena i Budapest. En concerts i actuacions, va cantar per a la reialesa i va rebre regals de joies inestimables. Moltes d'aquestes han sobreviscut, inclòs el Palau Reial. Un braçalet amb diamants gravat amb una inscripció del tsar Alexandre II, regalat a Sembrich set dies abans de l'intent d'assassinat que va matar el governant (1881).
Va viure a Dresden (el període més llarg), Berlín, Ouchy-Chamblandes, prop de Lausana, Niça, Nova York i Bolton Landing, als EUA. Va establir contactes amb diverses figures distingides. Va mantenir vincles amistosos i artístics amb Ignacy J. Paderewski, va cantar el paper d'Ulana a l'estrena de la seva òpera Manru a Nova York (1902) i va conèixer Helena Modrzejewska. Va actuar en concerts al costat de Johannes Brahms i Józef Wieniawski, i va cantar a Les noces de Fígaro de W.A. Mozart sota la direcció de Gustav Mahler (1909). Entre els seus companys hi havia els artistes més famosos del món de l'òpera de l'època, com ara Enrico Caruso i Mattia Battistini, i entre els polonesos, Adamo Didur, Jean de Reszke i el seu germà Edward. Va obtenir el reconeixement del reconegut crític Eduard Hanslick, que va influir en la consciència estètica de la música del segle XIX. Va ser especialment apreciada pels seus papers de Mozart i pel seu bel canto romàntic a les primeres òperes romàntiques italianes (Bellini, Donizetti, Verdi). També va ser una excel·lent intèrpret de cançons, que utilitzava per omplir els seus programes de recitals.
Va deixar nombrosos enregistraments (al voltant d'un centenar) realitzats entre 1900 i 1919. Després de jubilar-se el 1917, va ensenyar a la Juilliard School de Nova York, al Curtis Institute of Music de Filadèlfia (des del 1924) i al seu propi estudi a Bolton Landing. Com a professora d'interpretació vocal, va obtenir importants èxits docents en aquest camp. Entre les seves alumnes hi havia Maria Jeritza i Dusolina Giannini.

## Ambaixadora de la cultura polonesa

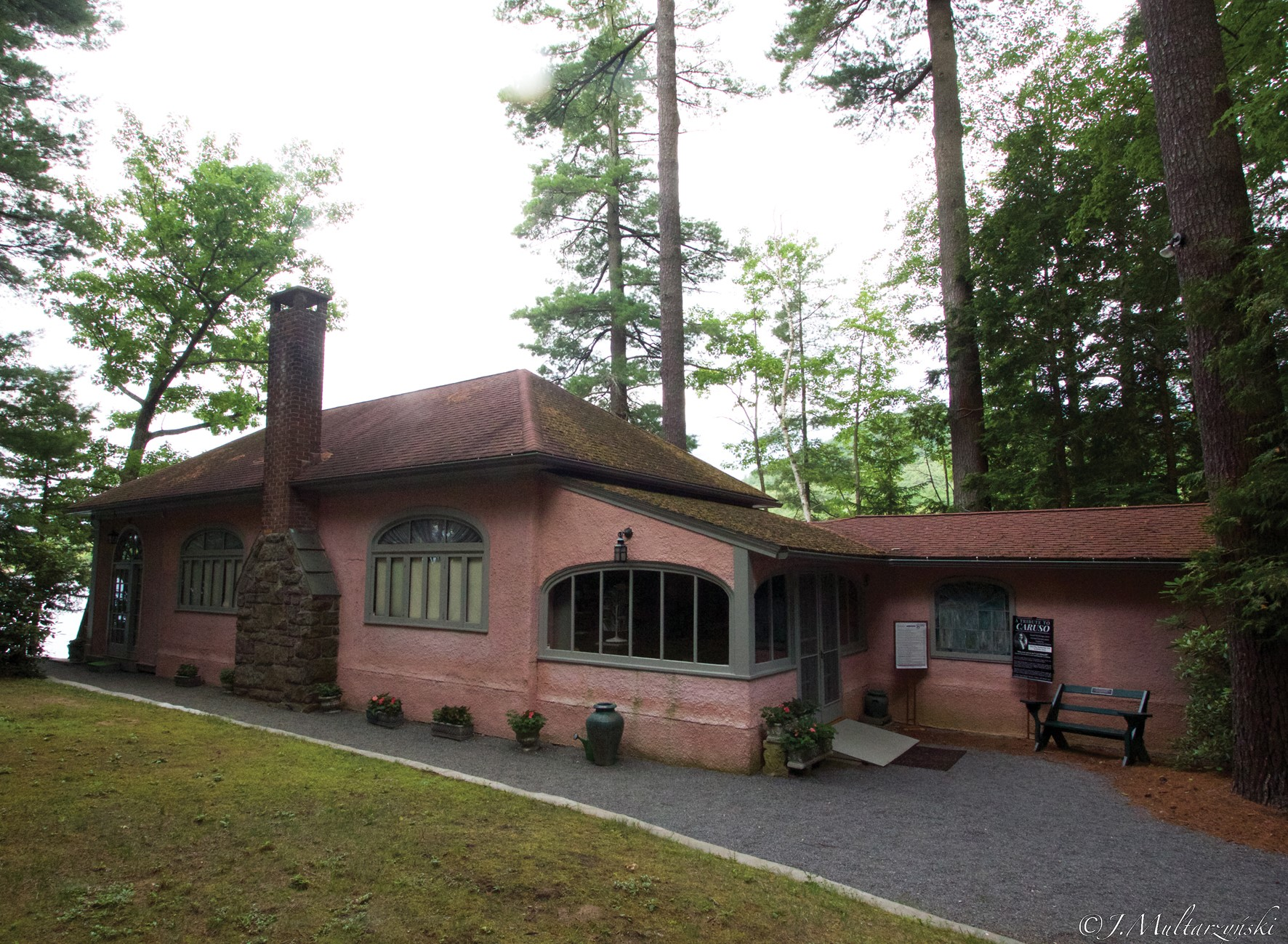
El Museu Marcella Sembrich-Kochańska es troba a l'antic estudi de l'artista a Bolton Landing, Estats Units.

Al llarg de la seva llarga carrera musical, es va sentir com una ambaixadora de la cultura polonesa. A partir de 1880, va interpretar la cançó "El desig" de Chopin en polonès a tots els seus concerts, acompanyada del seu propi acompanyament de piano. Sempre que va poder, també la va incloure en representacions d'òpera (per exemple, l'escena de la "lliçó de cant" a l'acte II de "El barber de Sevilla" de Rossini), tractant-la com un símbol de la polonesitat d'una nació l'estat de la qual no és al mapa.
Els seus programes de recitals sempre incloïen cançons poloneses de Moniuszko, Niewiadomski, Zarzycki, Paderewski i Stojowski. Visitava la seva terra natal amb freqüència, i les seves actuacions eren un festí musical: va actuar sis vegades a Varsòvia (1879, 1880, 1886, 1889, 1895, 1909), dues vegades a Cracòvia (1886, 1898) i Lviv (1886, 1909), dues vegades a Łódź i diverses vegades a Vílnius.
El 1914, va dirigir el Comitè d'Ajuda americà-polonès a Nova York i va treballar per ajudar les víctimes de la guerra a Polònia, col·laborant amb Sienkiewicz i Paderewski. El Comitè també va difondre materials sobre la història i la cultura poloneses, promovent la idea de recuperar la independència.
Ella i el seu marit, Wilhelm Stengel (de família alemanya polonesa, professor al Conservatori de Lviv), s'escrivien cartes en polonès i parlaven l'idioma a casa.

## Mort i llegat
Va morir a Nova York. L'esposa del seu fill primogènit, Willy Stengel, va esdevenir la custòdia del seu arxiu (dipositat a la Biblioteca Pública de Nova York per a les Arts Escèniques) i fundadora de l'Associació Memorial Marcella Sembrich, que encara està activa, administrant el Museu Marcella Sembrich a Bolton Landing. El seu fill va transportar les restes de Marcella Sembrich-Kochańska, juntament amb les del seu marit, a Dresden. Es troben a la tomba de la família Stengel al cementiri de Johannisfriedhof.

El canceller de l'Orde Polònia Restituta, Jan Kochanowski, va emetre un certificat que indicava que 
| « | "el president de la República de Polònia, per decret del 28 de novembre de 1924, va incloure Marcella Sembrich-Kochańska entre els Cavallers de l'Orde de Polonia Restituta, atorgant-li la Creu d'Oficial d'aquesta Orde". | » |

## Repertori (rols operístics)
Per conèixer tots els rols que va interpretar la Sembrich, aneu al seu arxiu de la Viquipèdia polonesa.